# Jayden Jaymes
Jayden Jaymes (született Michel Mayo) (Upland, Kalifornia, 1986. február 13. –) amerikai pornószínésznő, egzotikus táncos, modell.
Jaden Jaymesnek egy húga van és egy bátyja. A felnőtt szórakoztató iparban go-go táncosként kezdte, miközben üzleti és könyvviteli tanulmányait folytatta.
2006 novemberében kifejezetten hardcore pornófilmekben szerepelt húszéves korában. 2009-ben AVN-díjra jelölték, de csak 2010-ben nyerte el az AVN-díjat, méghozzá a legjobb csoportos szex jelenet kategóriában a 2040 c. filmben nyújtott alakításáért. Kaliforniában, Woodland Hillsben lakik. 300 filmben jelent meg hozzávetőlegesen, mióta 2006 novemberében belevágott a pornóiparba. Az MTV zenés csatorna egyik műsorában (True Life) kiemelten szerepelt, ezen kívül pedig több mainstream filmben is voltak kisebb szerepei.

## Válogatott filmográfia
- 2010: Big wet Asses 17 (1. anál jelenet)
- 2011: Gangbanged 2 (1. DP jelenet)
- 2013: Lex vs. Lisa Ann (video)
- 2013: The Insatiable Miss Texas (video)
- 2013: Housewives Orgy 2 (video)
- 2013: Laid in Lingerie 2 (video)
- 2013: Measure X (video)
- 2013: Truth Be Told (video)
- 2013: The Brother Load 4 (video)
- 2013: My Roommate's a Lesbian 4 (video)
- 2013: Barb Wire XXX (video)
- 2013: A Girlfriend’s Revenge 2 (video)
- 2013: Booty Shorts 2 (video)
- 2013: Mandingo Massacre 7 (video)
- 2013: Don’t Tell My Husband 2 (video)